# So Lucky
So Lucky (sv: Så lycklig) är en låt framförd av den moldaviska gruppen Zdob și Zdub. Låten representerade Moldavien vid Eurovision Song Contest 2011 i Düsseldorf, Tyskland. Låten är komponerad av Roman Jagupov, Mihai Gincu och Marc Elsner, texten är skriven av Andy Shuman och Marc Elsner. Det blev gruppens andra tävlan i Eurovision Song Contest. Senast de tävlade representerade de sitt hemland Moldavien år 2005, vilket var Moldaviens första deltagande i Eurovision Song Contest någonsin.